# Jiangdu
Jiangdu léase: Chiáng-Du (en chino:江都区; pinyin:Jiāngdū Qū , transliteración jianhuai : tɕiaŋ tu) es un distrito suburbano bajo la administración directa de la ciudad-prefectura de Yangzhou, provincia de Jiangsu, al este de la República Popular China. Jiangdu yace en la llanura aluvial del delta del río Yangtsé con una altitud promedio de 8 m s. n. m., donde es bañada por el Gran Canal de China . Su área total es de 133 km² (de los cuales el área de tierra representa el 85.8% y el área de agua representa el 14.2%) y su población proyectada para 2018 es de 1 017 000 habitantes (58% área urbana) . La autopista Beijing-Shanghai y el ferrocarril Nanjing–Qidong es el medio de transporte terrestre para conectar la ciudad.  

## Administración
En noviembre de 2011 la ciudad-condado de Jiangdu se niveló a distrito  y desde entonces se divide en 13 pueblos  , que se administran como poblados.

## Historia
A finales del período neolítico, el área de Jiangdu tenía seres humanos involucrados en diversas actividades de producción agrícola. 
El emperador Jing de la dinastía Han del Oeste construyó el condado de Jiangdu en los primeros cuatro años (153 a. C.). Después de la República de China, en el vigésimo sexto año (1937), el ejército japonés invadió la mayor parte del condado, y el gobierno local emigró al campo. 
En el vigésimo noveno año de la República de China (1940), el Partido Comunista estableció el Gobierno Democrático Antijaponés del Condado de Jiangdu en el ala este del Condado. En septiembre del año 31 de la República de China (1942), el condado de Jiangdu se dividió en dos condados: Jiangdu (江都) y Handong (邗东), pero se fusionaron solo un año después dejando el nombre de Jiangdu.
Después de la fundación de Nueva China, Yangzhou y las zonas aledañas fueron establecidas bajo la ciudad de Yangzhou. En marzo de 1956, el condado de Jiangdu se aisló del oeste y se construyó en el condado de Hanjiang (邗江县) . En julio de 1994, se niveló el condado de Jiangdu y se estableció la ciudad de Jiangdu. En noviembre de 2011, se abolió la ciudad de Jiangdu y se estableció el distrito de Jiangdu de la ciudad de Yangzhou.

## Geografía
El distrito de Jiangdu está ubicado en la parte central de la provincia de Jiangsu, en la intersección del río Yangtse y el Gran Canal Beijing-Hangzhou , ubicado en el círculo económico del delta del río Yangtse. El distrito se ubica al este de Guangling , capital de la ciudad prefectura.
Jiangdu mide 55.75 kilómetros de norte a sur y 42.76 kilómetros de oeste a este , un área que abarca en total. El área total es de 1332.54 kilómetros cuadrados. El territorio del distrito es llano y los ríos y lagos están entrelazados. El Gran Canal Beijing-Hangzhou corre por el norte y el sur, la altura del terreno es de 1.6 a 9.9 metros y la pendiente es inferior a 6 grados. 

## Clima
El distrito de Guangling tiene un clima cálido subtropical con una temperatura promedio anual de 14.8 °C, un período promedio anual libre de heladas de 220 días, con sol promedio de 2140 horas y una precipitación anual de 1030 mm .
| Parámetros climáticos promedio de Jiangdu（1981－2010年） | Parámetros climáticos promedio de Jiangdu（1981－2010年） | Parámetros climáticos promedio de Jiangdu（1981－2010年） | Parámetros climáticos promedio de Jiangdu（1981－2010年） | Parámetros climáticos promedio de Jiangdu（1981－2010年） | Parámetros climáticos promedio de Jiangdu（1981－2010年） | Parámetros climáticos promedio de Jiangdu（1981－2010年） | Parámetros climáticos promedio de Jiangdu（1981－2010年） | Parámetros climáticos promedio de Jiangdu（1981－2010年） | Parámetros climáticos promedio de Jiangdu（1981－2010年） | Parámetros climáticos promedio de Jiangdu（1981－2010年） | Parámetros climáticos promedio de Jiangdu（1981－2010年） | Parámetros climáticos promedio de Jiangdu（1981－2010年） | Parámetros climáticos promedio de Jiangdu（1981－2010年） |
| Mes                                                       | Ene.                                                      | Feb.                                                      | Mar.                                                      | Abr.                                                      | May.                                                      | Jun.                                                      | Jul.                                                      | Ago.                                                      | Sep.                                                      | Oct.                                                      | Nov.                                                      | Dic.                                                      | Anual                                                     |
| --------------------------------------------------------- | --------------------------------------------------------- | --------------------------------------------------------- | --------------------------------------------------------- | --------------------------------------------------------- | --------------------------------------------------------- | --------------------------------------------------------- | --------------------------------------------------------- | --------------------------------------------------------- | --------------------------------------------------------- | --------------------------------------------------------- | --------------------------------------------------------- | --------------------------------------------------------- | --------------------------------------------------------- |
| Temp. máx. abs. (°C)                                      | 20.6                                                      | 26.4                                                      | 29.3                                                      | 34.1                                                      | 35.8                                                      | 37.6                                                      | 39.1                                                      | 39.9                                                      | 37.5                                                      | 32.5                                                      | 28.3                                                      | 22.6                                                      | '                                                         |
| Temp. máx. media (°C)                                     | 6.8                                                       | 8.9                                                       | 13.7                                                      | 20.2                                                      | 25.9                                                      | 28.8                                                      | 31.9                                                      | 31.3                                                      | 27.4                                                      | 22.3                                                      | 15.9                                                      | 9.5                                                       | 20.2                                                      |
| Temp. media (°C)                                          | 2.5                                                       | 4.6                                                       | 9.0                                                       | 15.2                                                      | 20.9                                                      | 24.6                                                      | 28.0                                                      | 27.4                                                      | 23.2                                                      | 17.6                                                      | 10.9                                                      | 4.7                                                       | 15.7                                                      |
| Temp. mín. media (°C)                                     | -0.8                                                      | 1.2                                                       | 5.2                                                       | 10.8                                                      | 16.5                                                      | 20.9                                                      | 24.8                                                      | 24.3                                                      | 19.8                                                      | 13.6                                                      | 6.8                                                       | 1.0                                                       | 12                                                        |
| Temp. mín. abs. (°C)                                      | -9.9                                                      | -11.8                                                     | -5.7                                                      | 0.4                                                       | 7.0                                                       | 12.6                                                      | 18.3                                                      | 17.9                                                      | 9.9                                                       | 0.1                                                       | -5.6                                                      | -12.0                                                     | '                                                         |
| Precipitación total (mm)                                  | 45.1                                                      | 47.8                                                      | 74.8                                                      | 71.4                                                      | 82.9                                                      | 138.1                                                     | 207.4                                                     | 141.3                                                     | 87.8                                                      | 56.3                                                      | 60.2                                                      | 30.3                                                      | 1043.4                                                    |
| Humedad relativa (%)                                      | 74                                                        | 73                                                        | 71                                                        | 70                                                        | 71                                                        | 76                                                        | 80                                                        | 81                                                        | 78                                                        | 75                                                        | 76                                                        | 73                                                        | 78.8                                                      |
| Fuente: 中国气象数据网 26 de febrero de 2016              |                                                           |                                                           |                                                           |                                                           |                                                           |                                                           |                                                           |                                                           |                                                           |                                                           |                                                           |                                                           |                                                           |

## Aeropuerto
El aeropuerto internacional Yangzhou-Taizhou (扬州泰州国际机场) abreviado YangTai, sirve a las ciudades prefectura de Yangzhou y Taizhou , se ubica en el distrito de Jiangdu, a 20 kilómetros del centro de Taizhou y a 30 km del centro de Yangzhou. 
El aeropuerto está construido conjuntamente y es propiedad de las ciudades de Yangzhou (80% de participación) y Taizhou (20% de participación), con una inversión total de 2082 millones de yuanes. El aeropuerto se inauguró el 7 de mayo de 2012. Durante la etapa de diseño y construcción, se llamó Suzhong Jiangdu (苏中江 都 机场), pero su nombre se cambió en noviembre de 2011 para reflejar los nombres de principales ciudades a las que sirve. 